# Internationaal Vakverbond
Het Internationaal Vakverbond (IVV) is een internationale confederatie van vakbonden. De internationale benamingen van het IVV zijn International Trade Union Confederation (ITUC), Confédération Syndicale Internationale (CSI) en Confederación Sindical International (CSI).

## Historiek
Het Internationaal Vakverbond werd opgericht op 1 november 2006 op een congres in Wenen en is een feitelijke samensmelting van het socialistische Internationaal Verbond van Vrije Vakverenigingen en het christelijke Wereldverbond van de Arbeid. Naast de vakbewegingen van het IVVV en het WVA traden er nog acht nieuwe vakbonden toe.
Het eerste bestuur van het IVV was samengesteld uit de Australische Sharan Burrow die voorzitter was, de Brit Guy Ryder die algemeen secretaris was, de Belg Luc Cortebeeck en de Duitser Michael Sommer die vicevoorzitters waren.
Het IVV had bij oprichting naar schatting 168 miljoen leden uit 154 landen die aangesloten waren bij 306 nationale vakbonden. De 193 miljoen leden van de Landelijke Chinese vakbondfederatie sloten niet aan bij deze internationale organisatie.

## Structuur

### Bestuur
| Tijdspanne   | Voorzitter           |
| ------------ | -------------------- |
| 2006 - 2010  | Sharan Burrow (ACTU) |
| 2010 - 2014  | Michael Sommer (DGB) |
| 2014 - 2018  | João Felício (CUT)   |
| 2018 - heden | Ayuba Wabba (NLC)    |

| Tijdspanne   | Algemeen-secretaris  |
| ------------ | -------------------- |
| 2006 - 2010  | Guy Ryder (TUC)      |
| 2010 - heden | Sharan Burrow (ACTU) |

### Congressen
| Periode             | Locatie                |
| ------------------- | ---------------------- |
| 1 - 3 november 2006 | Wenen, Oostenrijk      |
| 21 - 25 juni 2010   | Vancouver, Canada      |
| 18 - 24 mei 2014    | Berlijn, Duitsland     |
| 2 - 7 december 2018 | Kopenhagen, Denemarken |

### Deelnemende Organisaties

#### Internationale vakcentrales
- Bouw- en Houtwerkers Internationaal (Engels: Building and Wood Workers International, BWI)
- Internationaal Onderwijs (Engels: Education International, EI)
- Internationaal samenwerkingsverband van schrijversgilden (International Affiliation of Writers Guilds, IAWG)
- Internationale Kunst en Entertainment Alliantie (Engels: International Arts and Entertainment Alliance, IAEA)
- Internationale Federatie voor Werknemers in de Mijnbouw, Chemie, Energiesector en Algemene Arbeiders (Engels: International Federation of Chemical, Energy, Mine and General Workers' Unions, ICEM)
- Internationale Federatie van Journalisten (Engels: International Federation of Journalists, IFJ)
- Internationale Metaalwerkers Federatie (Engels: International Metalworkers' Federation, IMF)
- Internationale Transportarbeiders Federatie (Engels: International Transport Workers' Federation, ITF)
- Internationale Vakbondsfederatie voor Textiel, Kleding en Leder (Engels: International Textile, Garment and Leather Workers' Federation, ITGLWF)
- Internationale Vakbond voor Voeding, Landbouw, Hotel, Restaurant, Catering, Tabak en Geallieerde Arbeiders (Engels: International Union of Food, Agricultural, Hotel, Restaurant, Catering, Tobacco and Allied Workers' Association, IUF)
- Openbare Diensten Internationaal (Engels: Public Services International, PSI)
- UNI Wereldvakbond (Engels: Union Network International, UNI)

#### Regionale Federaties
- Caribbean Congress of Labour (CCL, Caraïben)
- Internationale Confederatie van Arabische Vakbonden (Arabisch: الاتحاد الدولي لنقابات العمال العربي - ICATU, Arabische wereld)
- ITUC Regional Organisation for Africa (ITUC Africa, Afrika)
- ITUC Asia Pacific (ITUC AP, Pacifisch Azië)
- Syndicale Confederatie van Werknemers en Werkneemsters in Amerika (Spaans: Confederación Sindical de los Trabajadores y Trabajadoras de las Americas - CSA-CSI, Amerika)
- Europees Verbond van Vakverenigingen (EVV/ETUC, Europese Economische Ruimte)
- European Federation of Public Service Unions (EPSU, Europese Economische Ruimte)
- Algemene Confederatie van Vakbonden (Russisch: Всеобщая Конфедерация Профсоюзов, GCTU, Gemenebest van Onafhankelijke Staten)
- South Asian Regional Trade Union Council (SARTUC, Zuid-Azië)

#### Aangesloten vakbonden en vakcentrales
- België
  - Algemeen Belgisch Vakverbond / Fédération Générale du Travail de Belgique (ABVV / FGTB)
  - Algemeen Christelijk Vakverbond / Confédération des Syndicats Chrétiens (ACV / CSC)
  - Algemene Centrale der Liberale Vakbonden van België / Centrale Générale des Syndicats Libéraux de Belgique (ACLVB / CGSLB)
- Nederland
  - Christelijk Nationaal Vakverbond (CNV)
  - Federatie Nederlandse Vakbeweging (FNV)